# Urlaubsverkehr
Der Urlaubsverkehr ist ein Fahrtzweck, der die Fahrten mit Verkehrsmitteln zum Reiseziel aus Erholungsgründen betrifft, wobei zwischen Hin- und Rückreise mindestens fünf Tage liegen müssen.

## Allgemeines
Neben dem Urlaubsverkehr gehören zu den Fahrtzwecken auch der Ausbildungsverkehr (Schulfahrt, Schülerverkehr), Berufsverkehr, Geschäfts- und Dienstreiseverkehr, Einkaufsverkehr und Freizeitverkehr. Sie alle haben als Ausgangsort und/oder Zielort die Arbeitsstätte, Ausbildungsstätte, den Einkaufsort, die Schule, den Urlaubsort, die Wohnung oder einen sonstigen Ort.

## Bestandteile
Ausgangsort des Urlaubsverkehrs ist im Regelfall die Wohnung, doch kann auch der Urlaub unter anderem bereits vom Arbeitsort aus angetreten werden. Ein Kurzurlaub von weniger als fünf Tagen ist kein Urlaubsverkehr, sondern Freizeitverkehr. Für eine Vielzahl von Fahrten gibt es keine Parallelität von Hin- und Rückfahrt, etwa bei „Dreiecksfahrten“ von der Wohnung zur Arbeitsstätte, von dort zum Einkaufen und dann erst zurück zur Wohnung. Das gilt auch für den Urlaubsverkehr, wenn ein Arbeitnehmer erst von seiner Wohnung zur Arbeitsstätte fährt, um dort den letzten Arbeitstag vor seinem Urlaub zu verbringen und nach der Arbeitszeit unmittelbar die Urlaubsreise antritt.
Dabei gehört allerdings dieser Abweg nicht zu den als Wegeunfall versicherten Arbeitswegen. 

## Verkehrsplanung
Die verschiedenen Fahrtzwecke sind Erkenntnisobjekt der Verkehrsplanung, weil je nach Fahrtzweck die Bereitschaft, beispielsweise längere Warteschlangen (Verkehrsstaus) oder Umleitungen zu akzeptieren, unterschiedlich hoch ist und durch die Verkehrsplanung bedacht werden muss. So berücksichtigt die Verkehrsplanung nach Möglichkeit die Vermeidung von Autobahnbaustellen während der Hochsaison.